# Лазенковский дворец
Лазенковский дворец (пол. pałac Łazienkowski; также Дворец на воде и Дворец на острове) — небольшая камерная резиденция последнего польского короля Станислава Понятовского на искусственном острове в Лазенковском парке Варшавы. 
Построена для него в 1784—1795 годах, по проекту Доменико Мерлини в стиле раннего классицизма, на основе купальни князей Любомирских (арх. Тильман Гамерский, 1683—1690). 
Интерьеры дворца с полотнами кисти Рембрандта и Рубенса были полностью уничтожены в годы Второй мировой войны. Реставрационно-восстановительные работы завершились в 1964 году.

## История
Изначально здание строилось как баня для Станислава Ираклия Любомирского, владельца прилегающего Уяздовского замка. После 1678 года дворцовый комплекс был расширен четырьмя парковыми павильонами: Аркадия, Эрмитаж, Фраскати и крупнейшая из них Баня. Мраморное здание было построено в 1683—1689 годах по проекту Тильмана Гамерского и предназначалось как баня, обитаемый павильон и сад-грот. Интерьеры недавно построенной конструкции были украшены обильными лепными украшениями, также разработанными Тильманом ван Гамереном. Среди украшений были водные божества (например, Нереус), окружавшие главную декоративную особенность павильона — фонтан. В других залах находились богато украшенные плафоны и десюдепорты, а стены были покрыты дельфтской плиткой. Фасады и интерьеры были украшены скульптурами, рельефами, латинскими надписями и гербом Любомирских.
Король Станислав II решил преобразовать павильон в частные помещения, и тот был перестроен Доменико Мерлини между 1764 и 1795 годами. Во время Второй мировой войны немцы просверлили отверстия в стенах для взрывчатки, но так и не смогли разрушить дворец. Впоследствии дворец служил казармой.

## Архитектура
Дворец построен на искусственном острове, который делит озеро на две части — меньшее северное озеро и большее южное. Дворец соединен с окружающим парком двумя ионическими колоннадными мостами. Фасады объединены антаблементом, поддерживаемым гигантскими коринфскими пилястрами, которые объединяют два этажа и увенчаны балюстрадой, несущей статуи мифологических фигур. Северный фасад украшен центральным портиком с фронтоном. На южном фасаде глубокая центральная ниша располагается за рядом коринфских колонн.

## Интерьеры
На первом этаже дворца находится комната Вакха, украшенная голландскими голубыми изразцами XVII века и картиной Якоба Йорданса, изображающей силен и вакханок. Потолочная роспись 1778 года «Вакх, Церера, Венера и Амур» Яна Богумила Плерша была сожжена немецкими войсками в 1944 году. Ротонда, спроектированная Доменико Мерлини, занимает центральную часть дворца. Украшенная желтым и белым мрамором, с портретами польских королей — это один из самых важных примеров неоклассического убранства во дворце. Она ведет к ванной и бальным залам. На другой стороне ротонды находится нижняя картинная галерея, в которой представлены работы Рубенса и Рембрандта и часовни. Также на первом этаже находится столовая, в которой проходили знаменитые ужины по четвергам, на которые король Станислав Август приглашал известных масонов и знатоков польского Просвещения.
Комната Соломона, одна из самых больших на первом этаже дворца, была украшена серией картин, изображающих историю царя Соломона. Она состояла из шести картин: «Сон Соломона» (плафон), «Царица Савская пред Соломоном», «Осуждение Соломона», «Консультация с королем Хирамом» (фриз), «Посвящение храму» и «Жертва Соломона» (стены). Они были исполнены для короля Станислава Августа в 1791—1793 годах Марчелло Баччарелли и изображали самого монарха в виде библейского короля. Все эти картины были преднамеренно и полностью уничтожены немцами в 1944 году (сожжены в огне перед дворцом) во время подготовки к взрыву здания.
На втором этаже находятся верхняя картинная галерея, балконная комната, королевский кабинет, королевские спальни, гардеробная и комната охраны.